# Octoracto
| Octoract (hipercubo-8)                           | Octoract (hipercubo-8) |
| ------------------------------------------------ | ---------------------- |
| Proyección ortogonal sobre un Polígono de Petrie |                        |
| Tipo                                             | Regular                |
| Familia                                          | hipercubos             |

En geometría de octava dimensión, octoracto es el nombre de un miembro de la familia de los hipercubos, con 256 vértices, 1024 líneas, 1792 cuadrados, 1792 cubos, 1120 hipercubos, así como 448 penteractos, 112 hexeractos, y 16 hepteractos. 
Su nombre es el resultado de combinar el nombre de teseracto o hipercubo con el prefijo octo- que se deriva del griego y significa ocho (en este caso ocho dimensiones).
Es parte de una familia infinita de figuras n dimensionales conocida como hipercubos.
- Datos: Q1117691
- Multimedia: 8-cube / Q1117691